# Cooperativa de consumidores
Uma cooperativa de consumo é um tipo de cooperativa que busca a prática do Comércio justo através da compra conjunta de produtos ou pela prestação de serviços.